# Péter Disztl
Péter Disztl (Baja, 30 de março de 1960) é um ex-futebolista húngaro que disputou a Copa do Mundo FIFA de 1986 por seu país, juntamente com o irmão, László Disztl.

## Biografia
Atuou por dez anos pelo Videoton FC Fehérvár e pela Seleção Magiar entre 1984 e 1989. Se aposentou em 1997.
Nascido em Baja, o principal clube de Disztl foi o Videoton FC, pelo qual conquistou uma das melhores campanhas, chegando na temporada 1984-1985 à final da Taça UEFA contra o Real Madrid, quando perdeu no placar agregado por 3 a 1. Após uma derrota em casa por 3 a 0, defendeu uma cobrança de pênalti de Jorge Valdano na segunda etapa de abertura, no Santiago Bernabéu, sendo crucial para garantir a vitória de consolação.
Depois de duas temporadas na Alemanha, a primeira no último ano da antiga República Democrática Alemã quando o país era reunificado, o segundo na segunda divisão, e um na Malásia, Disztl voltou para casa, encerrando sua carreira em 1997, depois de curtos períodos em seis equipes.
Disztl fez sua estreia pela seleção húngara, em 1984, tendo mais 36 participações nos cinco anos seguintes. Foi um dos convocados para a Copa do Mundo de 1986, no México, quando o país não conseguiu passar da fase de grupos.
Após sua aposentadoria, Disztl passou por alguns anos a ser o treinador de goleiros do time nacional.